# Trutnov
Trutnov település Csehországban, az Észak csehországi régióban, a Hradec Králové-i kerületben fekvő település.

## Fekvése
Az Óriás hegység (Krkronose) kapujában, a 14-es út mellett, 427 méter tengerszint feletti magasságban fekvő település.

## Története
Trutnov városát a 14. században alapították.
Központjában szép barokk és empíre stílusú házak állnak. A városháza reneszánsz stílusban épült, melyet a 19. században neogótikus stílusúra alakítottak át.
Trutnov temploma a 18. században épült kora klasszicista stílusban. Várkastélya ma is 16. századi formáját őrzi.
Trutnov ma körülbelül 25 ezer lakosú ipari város. A városból több kirándulási útvonal indul az Óriás hegység híres kirándulóhelyeire. Innen 20 km-re fekszik az Andspach szikla-labirintusa is.

## Nevezetességek
- Városháza
- Várkastély
- Díszkút
- Múzeum - történelmi gyűjteményében láthatóak az 1866. június 27-én itt lezajlott osztrák-porosz ütközet emlékei. Híres a múzeum néprajzi gyűjteménye is.

## Népesség
A település népessége az elmúlt években az alábbi módon változott:
| Lakosok száma | 8297 | 25 407 | 26 412 | 18 906 | 29 506 | 31 997 | 30 680 | 30 372 | 29 430 | 29 584 |
|               | 1869 | 1890   | 1921   | 1950   | 1980   | 2001   | 2017   | 2019   | 2022   | 2024   |